# Пикколомини, Энеа Сильвио
Энеа Сильвио Пикколомини (итал. Enea Silvio Piccolomini; 22 августа 1709, Сиена, Великое герцогство Тосканское — 18 ноября 1768, Римини, Папская область) — итальянский куриальный кардинал. Губернатор Рима и вице-камерленго Святой Римской Церкви с 27 ноября 1761 по 26 сентября 1766. Кардинал-дьякон с 26 сентября 1766, с титулярной диаконией Сант-Адриано-аль-Форо с 1 декабря 1766.